# فورتونا سيتارد
مجموعة فورتونا سيتارد (بالهولندية: Fortuna Sittard Combinatie) هو فريق كرة قدم من مدينة سيتارد في هولندا، أُسس بتاريخ 1 يوليو 1968، يلعب في الدوري الهولندي الممتاز، في ملعب فورتونا سيتارد، يدرب النادي René Eijer ‏.

## وصلات خارجية
- الموقع الرسمي للنادي